# Чинадорай Дешмуту
Чинадорай Дешмуту (26 жовтня 1932 — ) — індійський хокеїст на траві.
Олімпійський чемпіон 1952 року.
Срібний призер Азійських ігор 1958 року.